# Kvinnorna kring Larsson
Kvinnorna kring Larsson är en svensk film från 1934 i regi av Schamyl Bauman.

## Handling
Smeden Johan Jansson ser dag en några män som hoppar från en pråm i närheten av sin bostad i Djurgårdsstaden. När han går ombord finner han en medvetslös ung man, som tydligen blivit nedslagen och rånad. När han vaknat till sans tycker Jansson att det var ”fina kamrater” han hade men den unge säger att han inte har några kamrater. På frågan om vem han är svarar han att det kan göra detsamma. Jansson hjälper honom i land och tar honom till sin bostad.
Hemma hos Janssons granne, skomakaren Lasse Larsson är det inte så muntert. Han väcks bryskt av sin syster som är som riktigt huskors. Lasse klagar över ryggont men får svaret att det är bara ”latmasken” som sätter åt honom. Hon kommenderar ut honom i skomakeriet för har hon lovat kunderna att de skall få sina skor och så skall det bli. När Lasse tar sig an en trasig sko tycker han att det bara är ”sabla fabriksskit”. Tacka vet han gamla tiders skor som åtminstone passade på foten. När han sedan vill gå ut hindrar systern, vilken säger åt honom att göra skorna färdiga och Lasse tycker då att han blir behandlad som om de vore gifta. Men det skall vara slut med det nu deklarerar han.
Jansson kommer hem med den unge mannen, som säger sig heta Arne Lindberg. Janssons dotter Birgit tar hand om honom. Arne säger att det var hans eget fel och får frågan hur han kunde ge sig i lag med sådana gräsliga typer. Han berättar att han varit på sjön och träffat männen då han kommit i land. På frågan om sitt förflutna uppger han att han har vare sig far eller mor. Han vägrar också att polisanmäla det inträffade. Jansson erbjuder Arne arbete i sin smedja men frågar om det passar väl inte en sjöman att hantera storsläggan. Arne svarar då man frågar väl inte om det ”passar”, huvudsaken är väl att man får något jobb.
Ett tidningsinserat visar en liten annons där signaturen ”utpinad ungkarl” söker en liten och rar hushållerska. Det är Lasse som den vägen vill undfly systerns tyranni. Därpå får vi se hur en fotograf Dahlgren tar en bild av en kvinna, Mia. Hon säger att det gäller en plats hon skall söka. Senare anländer hon hem till Lasse och får platsen. Man antyder även vissa löften om äktenskap om ”tycke uppstår”. Lasses syster som först tar Mia för en kund blir upprörd då hon förstår att hon fått en rival om hemmet. Det vore bättre om han skaffade kunder istället. Han inte hon varit så hade han varit på fattighuset och hon dänger till honom i huvudet.
När Arne är ute och går med Birgit på Djurgården blir han upptäckt av ryttarinna som känner igen honom. Hon återvänder till stallet och det framgår att det är Arnes syster som gjort upptäckten. Fadern som är där muttrar något om att gunstig herrn har behagat komma hem igen. En cirkus har kommit till staden och i dess släptåg finns en gårdsmusikant Müller. Stallmästaren säger till fotograf Dahlgren som kommit dit att Müller alltid tycks vilja vara i stallet.
Lasses syster flyttar ut, bort från detta ”Sodom och Gomorra”, som hon säger,  och för tillfället verkar stämningen genast mycket gemytligare. Lasse och Mia lägger bort titlarna och berusar sig på vin. Samtidigt har Arnes far engagerat en privatdetektiv för att speja på Arne. Denne kommer nu till det Janssonska hemmet och berättar att han leter efter en ung man som rymt från sitt föräldrahem efter att ha tagit en penningsumma. Jansson säger att här bor ingen Ahrensköld, bara han själv, dottern och hans lärling Lindberg. Detektiven antyder dock klart att han genomskådat Arne och går sin väg. Jansson börjar ana hur det ligger till och tar tag i Arne och säger att han inte vill besudla sig med en tjuv. Arne säger att han inte är någon tjuv utan bara tagit det han hade rätt till. Birgit försöker gå emellan men Lasse är upprörd och vill köra ut Arne. Arne är ledsen och säger att när kom till Jansson hade han börjat förstå vad ett verkligt hemville säga. När Arne berättar om hur det ligger till och att fadern lurat honom på pengar han rättmätigt skulle ha ångrar sig Jansson och tycker till sist att Arne ändå är en hyvens grabb och lägger bort titlarna.
Jansson och Larsson håller en liten fest på gården när en gårdsmusikant anländer. Det är Müller som börjar spela (”Tonerna”). Birgit tycker synd om den luggslitne mannen och ger honom en slant. Han ser mycket intresserat på henne när han fortsätter spela och faller till sist ihop. Man tror att det är av hunger och han blir bjuden att sitta med vid kaffebordet. Han säger att han en gång spelat med cirkusorkestern och får resten av de församlade att komma ihåg gamla varietéminnen. Under samtalet kommer han att antyda att han i själva verket varit en känd konstryttare som rymde från en kvinna, miss Ethel, när hon blev med barn. Dahlgren, som varit med Müller, följer med denne hem. När Müller lagt sig för att sova finner Dahlgren en bild hos denne av miss Ethel. Hon uppvisar stora likheter med Birgit. Vid ett efterföljande samtal kommer det också fram att Müller är Birgits verklige far men ber Dahlgren att aldrig avslöja det. Han är ju bara en sjajas och fattig gårdsmusikant.
Till sist kommer Arnes far till det Janssonska hemmet efter det att Arne och Birgit kunnat reda upp det missförstånd som uppstått sedan hon sett Arne omfamna sin syster ute på stan. Fadern har tidigare blivit uppsökt av Müller som bett honom att inte motsätta sig Arnes och Birgits förhållande. Då det visar sig att Arnes far en gång varit en stor beundrare av miss Ethel, Birgits mor, ändrar han sig och beslutar sig att inte längre hindra Arnes lycka. Far och son kan nu försonas och fadern säger att han inte vill avslöja varför han ändrat sig men att de unga kan tacka Müller för det. Då visar Birgit att hon möjligen förstått hur saker och ting hänger ihop. Hon går till Dahlgren och frågar efter Müller men får svaret att han gett sig väg i tysthet.
Hos Lasse är det åter inte så lyckligt. Sedan han gift sig med Mia visar det sig att hon inte är så älskvärd längre. Till sist önskar han sig sin syster åter och ångrar att han förtörnat henne.

## Om filmen
Filmen spelades in den 4 oktober–10 december 1934 hos AB Europa Studio i Sundbyberg samt bland annat på Djurgården. Den hade premiär den 26 december 1934 och är barntillåten. Den har även visats på SVT.

## Rollista
- Edvard Persson – Lasse Larsson, skomakare
- Gideon Wahlberg – Johan Jansson, smed
- Katie Rolfsen – Sara, Lasses syster
- Dagmar Ebbesen – Mia Sohlström, Lasses hushållerska, senare hans fru
- Nils Lundell – Dahlgren, fotograf
- Birgit Rosengren – Birgit, Johan Janssons styvdotter
- Sture Lagerwall – Arne Ahrenskiöld, kallar sig Arne Lindberg, smedlärling
- Nils Wahlbom – Müller, gårdsmusikant, egentligen Rudolfi Rodini, Birgits far
- Hugo Björne – ryttmästare Ahrenskiöld, Arnes far
- Alice Carlsson – Eva, Arnes syster
- Holger Löwenadler – detektiven

### Ej krediterade
- Arne Lindblad – brevbäraren
- Jullan Jonsson – Ahrenskiölds hushållerska

## Musik i filmen
- Intrata à la Bellman, musik Erik Baumann, instrumental
- Under Djurgårdens ekar, musik Erik Baumann, instrumental
- La source, musik Léo Delibes, instrumental
- Snöyra, musik Giuseppe Becce, instrumental
- Mignon. Uvertyr, musik Ambroise Thomas, instrumental
- Höga berg och djupa dalar, sång Edvard Persson
- Kovan kommer, kovan går, text Emil Norlander, sång Nils Lundell
- Aa, Dagmar, text och musik Olfert Jespersen, sång Edvard Persson, Gideon Wahlberg, Dagmar Ebbesen, Nils Lundell
- Gycklarnas intåg, musik Giuseppe Becce, instrumental
- Tonerna, musik Carl Sjöberg, instrumental
- Cirkusluft, musikErik Baumann, instrumental